# Warren, Massachusetts
Warren är en ort i Worcester County i delstaten Massachusetts, USA.